# Turban noir
Pour les articles homonymes, voir Turban (homonymie).

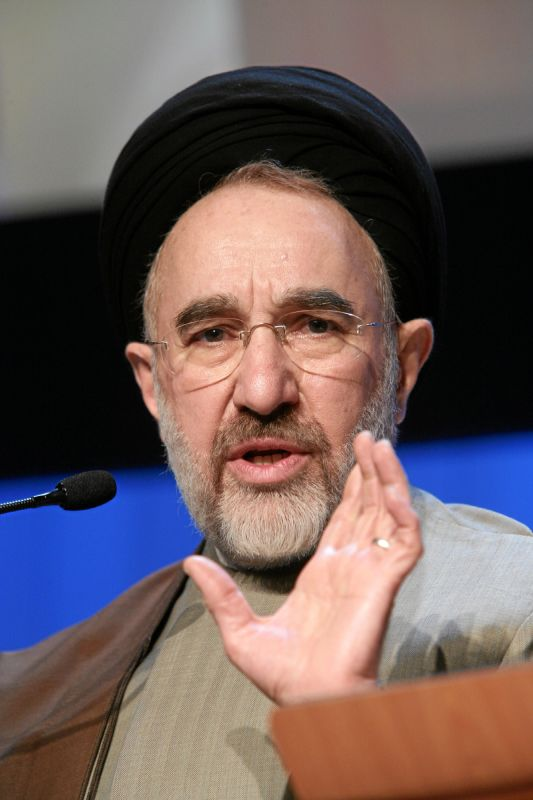
Mohammad Khatami en turban noir

Le turban noir est un couvre-chef, accessoire traditionnel dans les pays chiites. C'est une partie de l'habit de tout théologien chiite descendant du prophète de l'islam Mahomet par l'un de ses deux petits-fils, Al-Hassan ibn Ali ou Al-Hussein ibn Ali, fils de Fatima Zahra. La personne est alors appelée sayyid, (pluriel en arabe : sâda).